# Полосин, Иван Иванович
Иван Иванович Полосин (1891—1956) — советский историк, библиограф
, исследователь русского Средневековья, доктор исторических наук. Один из учёных, репрессированных по Академическому делу.

## Биография

### Образование
Родился 26 сентября 1891 года[по какому календарю?]. В 1909 году окончил Московскую практическую академию коммерческих наук (по-видимому — неполный курс, поскольку отсутствует в «Списке воспитанников»). В 1916 году окончил историко-филологический факультет Московского университета. Был оставлен в университете для подготовки к профессорскому званию, которое получил в 1926 г.

### Профессиональная деятельность
После окончания Московского университета был внештатным сотрудником при Библиотеке Румянцевского музея. Позже, 1 марта 1918 г. введён в штат и утверждён в должности помощника заведующего научным отделом Румянцевского музея, первого музейного учреждения Москвы, одного из главнейших культурных центров столицы. Во время работы в музее как эмиссар участвовал в реализации декрета «Об охране библиотек и книгохранилищ».
С 1919 г. исполнял обязанности помощника заведующего Отделом русской истории и заместителя заведующего Справочным бюро. С 1926 г. по 1928 г. сам заведовал Справочным бюро.
Иван Иванович Полосин имеет большой педагогический опыт, полученный им во время работы в ВУЗах СССР:
- Ярославский педагогический институт — читал курсы «История феодализма», «История промышленного капитала в России», «История народов СССР»;
- Тверской педагогический институт;
- Институт истории РАНИОН (с 1922 г. по 1929 г.);
- Курский педагогический институт (во время ссылки, с 1930 г. по 1933 г.);
- Московский государственный педагогический институт им. К. Либкнехта (с 1940 г. по 1943 г.)
- Московский государственный педагогический институт им. В. И. Ленина (работал здесь с 1943 г. и до конца жизни).

Член краеведческого общества изучения Московской губернии. Кроме того, был записан в члены Общества по изучению Курской области при Курском областном краеведческом музее, которое так и не начало работать.

### Исторические исследования
И. И. Полосин — специалист в области русской истории, истории землевладения и крестьянства, истории внешних отношений XVI в., работал над проблемами истории России XVI — начала XVII в.
Предметом его изучения были эволюция поместья и развитие крепостного права в России, анализ Угличского следственного дела об убийстве царевича Димитрия, история общественной мысли в России (работы о И. Пересветове, И. Тимофееве, М. Ломоносове), опричнина и Смута.
Был автором 20 научных работ; большинство из которых увидели свет лишь после кончины автора. Тема его докторской диссертации: «Иван Грозный. Опричнина и Ливонская война».
Современный историк А. Л. Никитин о работах И. И. Полосина пишет: «Еще большую путаницу вносит попытка разобраться в причинах и содержании „опричнины“ путём изучения отмеченных в ней лиц... Первым и, похоже, единственным историком, который поставил такой вопрос, был И. И. Полосин. В работе, написанной незадолго до смерти, он пришел к заключению, что опричнину в целом венчал некий рыцарско-монашеский (или придворный) орден, созданный Иваном IV для своей безопасности, представленный корпусом опричников из 500 человек, имевших свой орденский костюм, свою символику, свой орденский храм в Александровой слободе, своего гроссмейстера, в роли которого выступал царь, и даже свою печать... Вместе с тем, как отмечал Полосин, пресловутый „царский обиход“, в который Иван IV запрещал „вступаться“ митрополиту Филиппу, во многом соответствовал орденской практике Западной Европы того времени, переживавшей период возникновения разнообразных рыцарских, монашеских и придворных орденов, и находил подтверждение в заявлении Г. Шлитте 1547 г. о намерении московского царя организовать в России свой рыцарский орден».

### Академическое дело
В 1929—1931 гг. в стране было сфабриковано обвинение, согласно которому арестованные ученые Академии наук и краеведы якобы создали антисоветскую контрреволюционную организацию «Всенародный союз борьбы за возрождение свободной России», поставившую своей целью свержение власти при помощи иностранной военной интервенции и восстановление монархического образа правления. Профессор И. И. Полосин попал под подозрение после допросов академика С. Ф. Платонова, которому по «сценарию» была предназначена роль главы заговора.
Сначала профессора уволили из Ярославского института как «немарксиста». 14 сентября 1930 г. с другими московскими историками он был посажен в Бутырскую тюрьму.
Спустя месяц (17 октября 1930 г.) состоялся первый допрос И. И. Полосина, на котором он заявил, что «ни в какой политической группе, тем более контрреволюционного значения… не принимал и принимать не мог никакого участия». Однако, следователь сделал вывод о том, что «Полосин является безусловно социально опасным элементом», опираясь на показания подследственных, допрошенных в Ленинграде: «По показаниям участников организации Любавского, Готье и Бахрушина, Полосин, являясь убежденным монархистом, был близок к организации, входил в антисоветский и антимарксистский кружок молодых историков, которым руководил Бахрушин. По заданию организации создал контрреволюционную группировку краеведов в Ярославле».
Особое совещание при Коллегии ОГПУ постановило: «Полосина Ивана Ивановича заключить в концлагерь сроком на 3 года». По «отбытии срока наказания» Особое совещание пересмотрело дело и постановило лишить И. И. Полосина «права проживания в 12 пунктах Уральской области с прикреплением и сроком на 3 года». После этого историк отбывал ссылку в Курске.
Следственное дело И. И. Полосина запрашивалось из архива органами госбезопасности 7 июня 1941 года («разработка»), 7 октября 1944 года, в августе 1944 года, 22 сентября 1947 года, 25 февраля 1948 года (все случаи без указания причин), в январе 1949 года («МГБ по Калининской области»), в июле 1956 года, уже после кончины историка («ознакомление в связи с проверкой связей»)..
Умер в 1956 году, только таким образом избавившись от преследования и угрозы ареста по Академическому делу. Некролог был опубликован в третьем номере «Вопросов истории», в те дни, когда завершал работу XX съезд КПСС, осудивший культ личности Сталина.
Сестра Мария Ивановна Иванова-Полосина (1900 — ?) — работала в редакции журнала «Экономическая жизнь» и в Румянцевском музее.

## Основные работы
- Краеведческий музей в системе краеведческих учреждений // Советский музей. — 1934. — № 3;
- Из истории блокады Русского государства // Материалы по истории СССР. Т. II. Документы по истории XV—XVII вв. — М., 1955;
- Социально-политическая история России XVI — начала XVII вв. — М., 1963.